# Lestrem
Lestrem là một xã ở tỉnh Pas-de-Calais ở vùng Hauts-de-France, Pháp.

## Dân số
| 1962                                                           | 1968 | 1975 | 1982 | 1990 | 1999 | 2006 |
| -------------------------------------------------------------- | ---- | ---- | ---- | ---- | ---- | ---- |
| 2643                                                           | 2662 | 2727 | 3044 | 2753 | 3789 | 4006 |
| Số liệu điều tra dân số từ năm 1962, dân số không tính hai lần |      |      |      |      |      |      |